# Fitoparasitismo

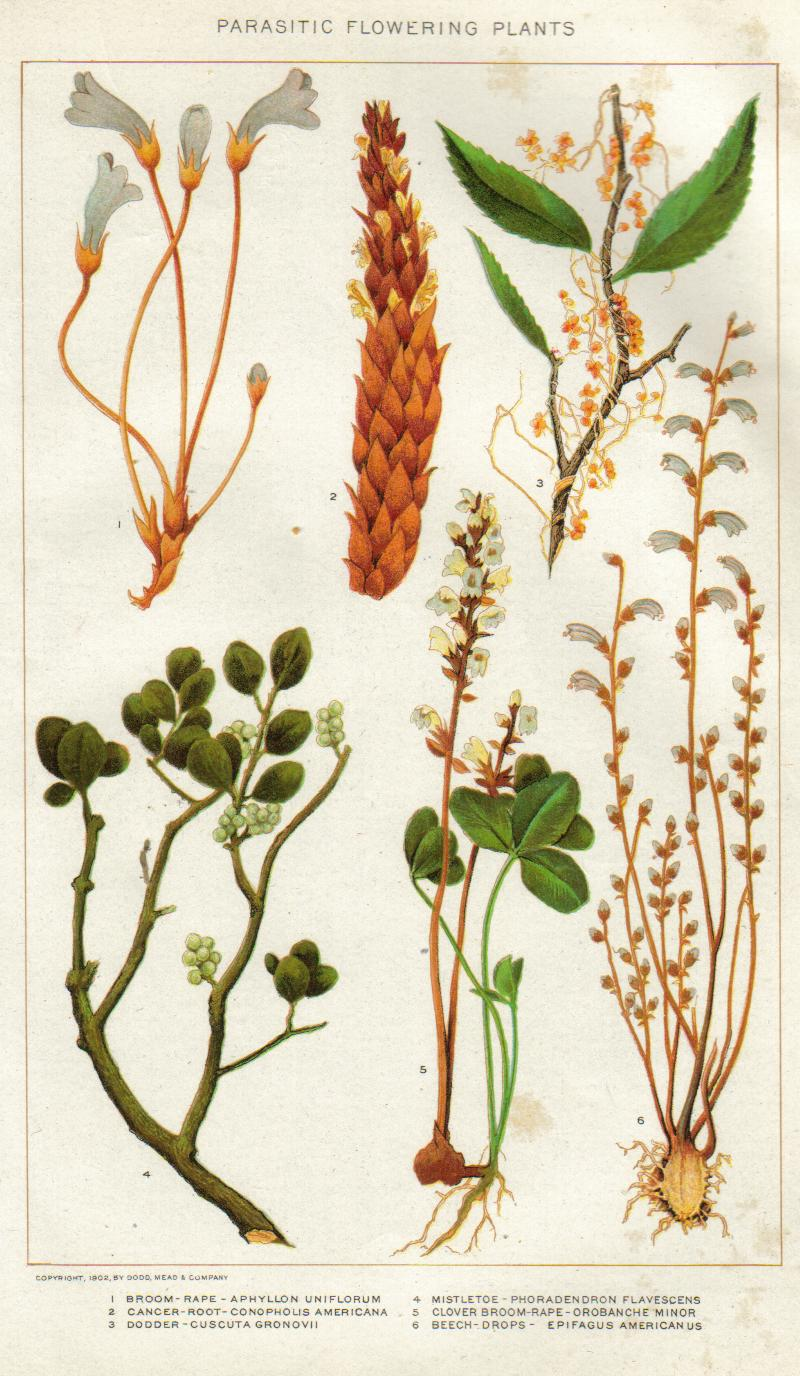
Ilustração botânica (1902) mostrando plantas parasitas:
1 Aphyllon uniflorum
2 Conopholis americana
3 Cuscuta gronovii
4 Phoradendron flavescens
5 Orobanche minor
6 Epifagus americanus

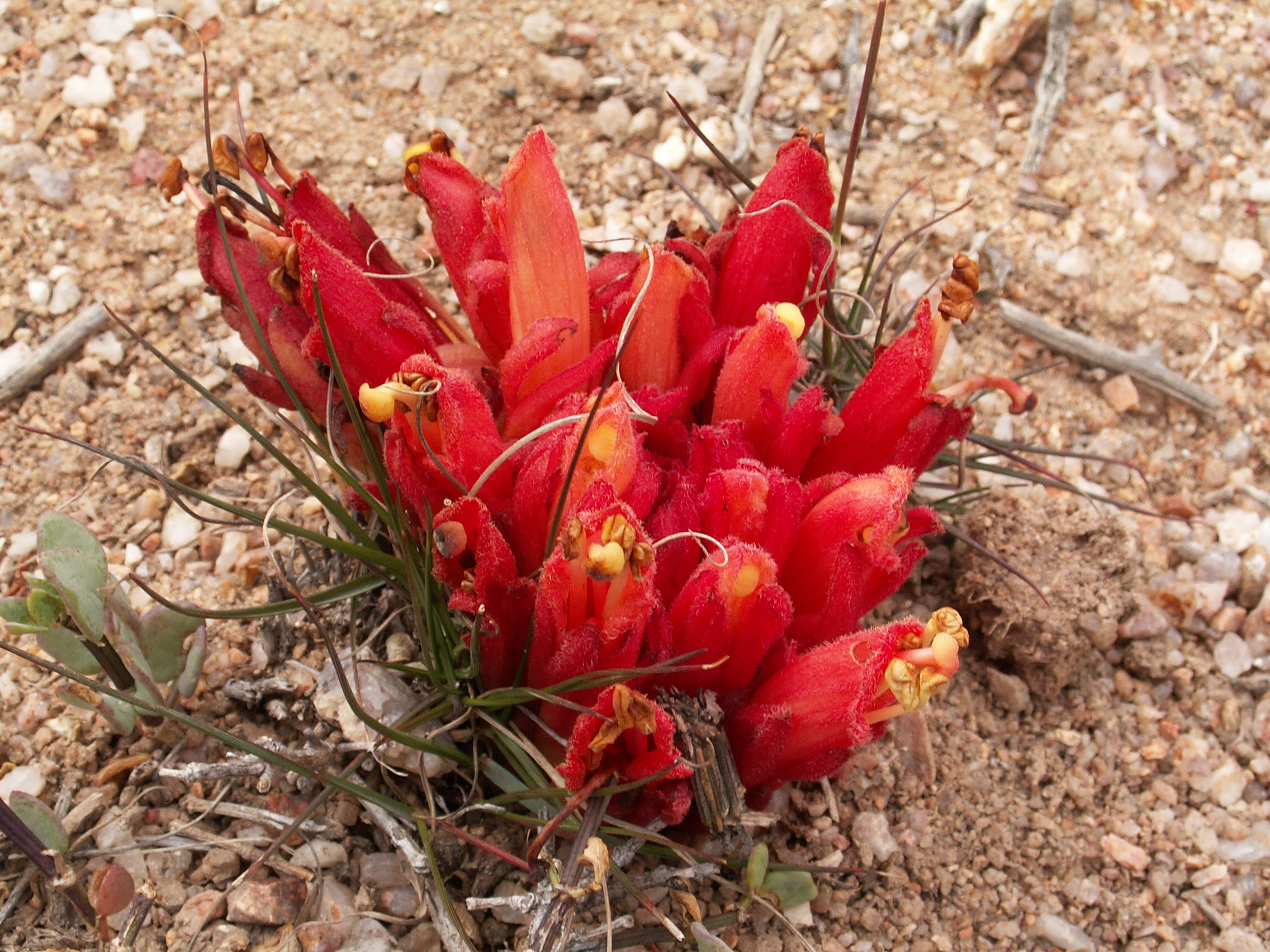
Hyobanche sanguinea, uma planta holoparasita de raízes (holoparasita radicular) (Richtersfeld, Namaqualândia, África do Sul)

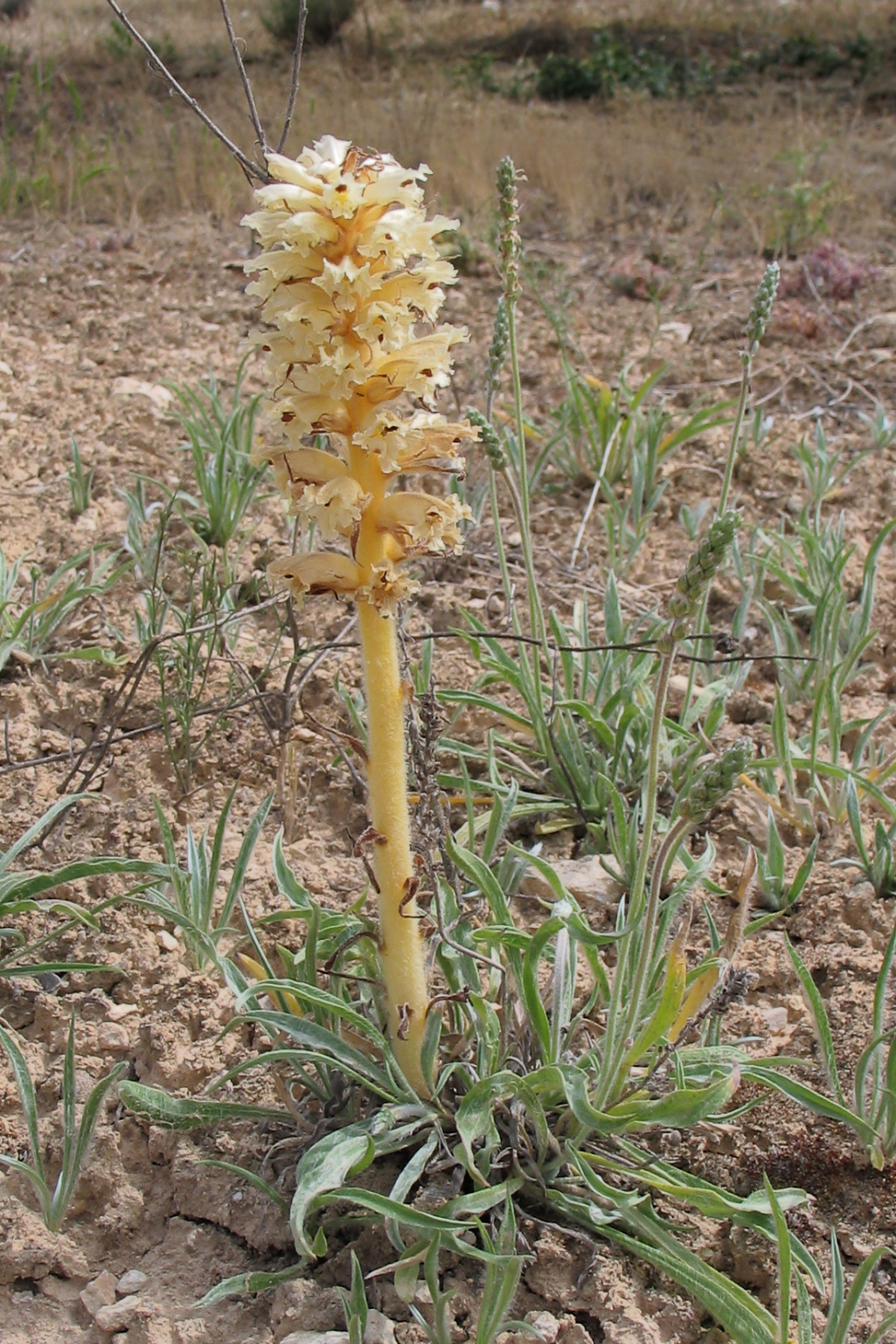
Orobanche sp., uma planta holoparasita de raízes (holoparasita radicular)

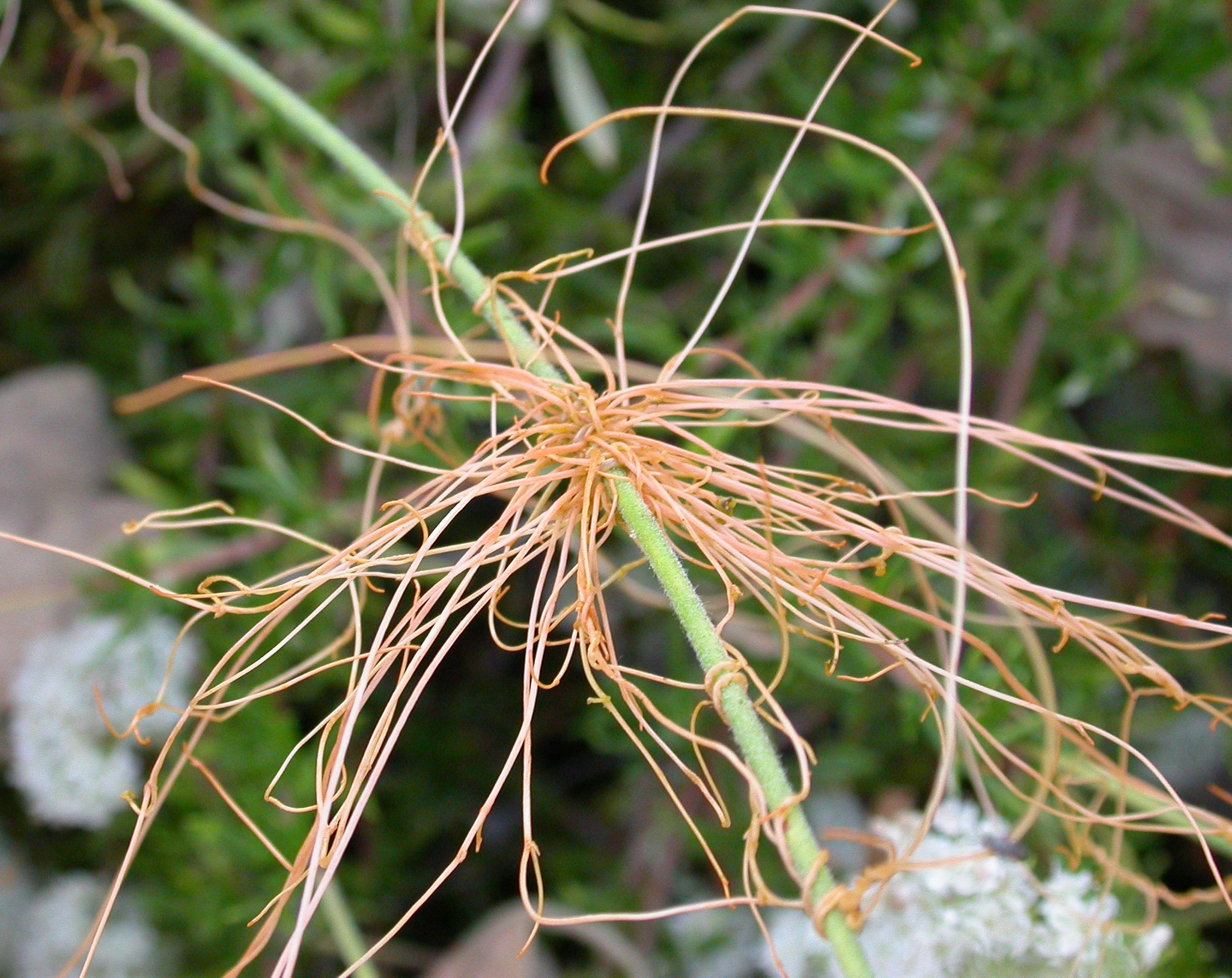
Cuscuta pentagona, uma planta holoparasita dos caules

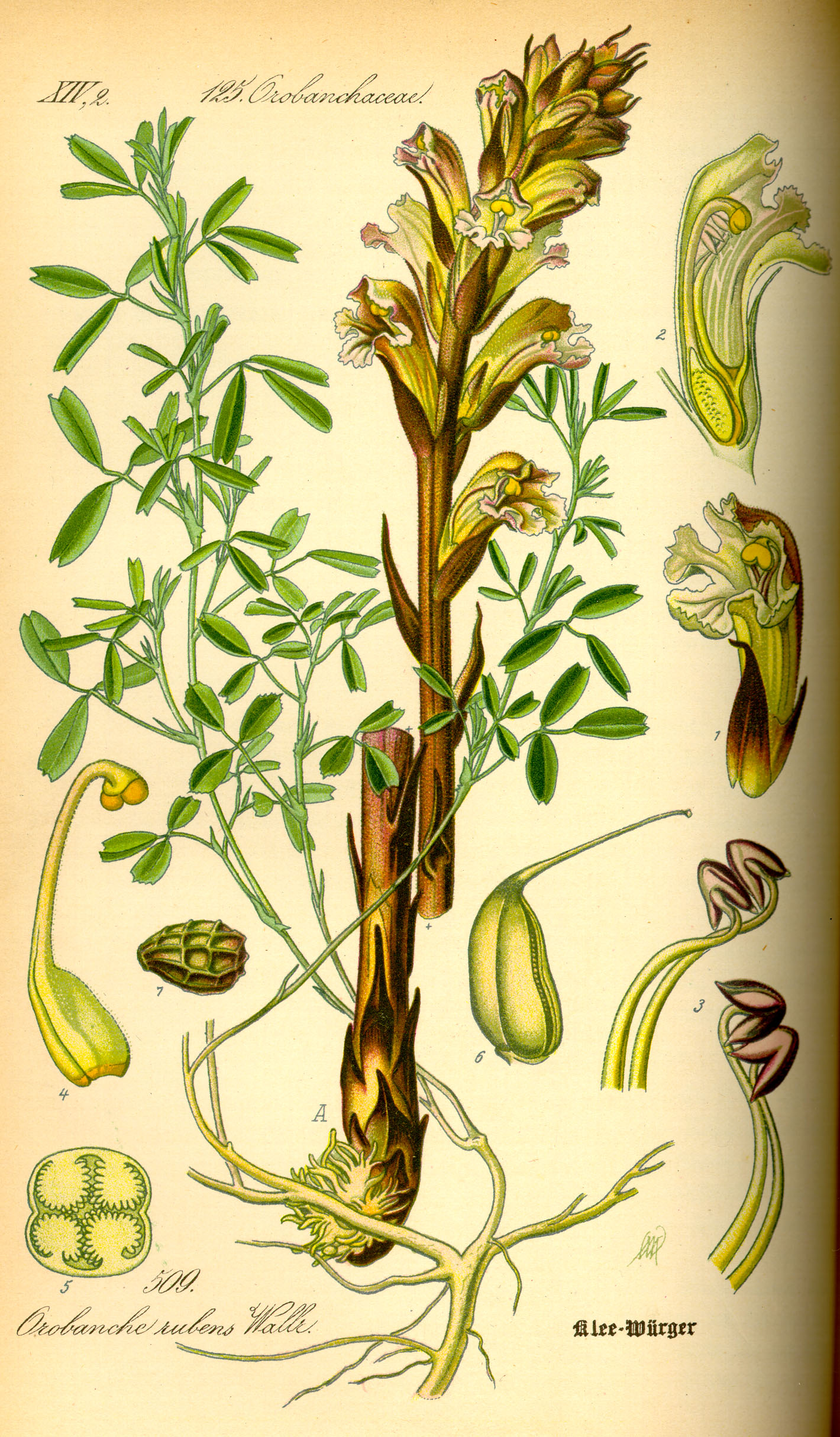
Orobanche lutea parasitando uma luzerna

Fitoparasitismo (grego:  φυτόν phyton, "planta" + παρά para, "perto" + σιτεῖν sitein, "nutrir-se") é um tipo de parasitismo no qual uma planta parasita obtém parte ou a totalidade das substâncias nutritivas de que necessita para o seu desenvolvimento parasitando uma ou mais plantas hospedeiras. Conhecem-se cerca de 4100 espécies com estas características, distribuídas por aproximadamente 270 géneros e 19 famílias de angiospermas. As plantas parasitas apresentam um tipo de raiz modificada, designada por haustório, que penetra nos tecidos da planta hospedeira e se liga com o seu xilema ou floema, ou com ambos. Nem todas as plantas desprovidas de clorofila são plantas parasitas, pois as plantas que parasitam fungos são designadas por micotróficas e as que se alimentam de matéria orgânica em decomposição são designadas por saprófitas. Em algumas situações o fitoparasitismo têm impacto sobre a flora local e pode conduzir a perdas económicas significativas em silvicultura e, menos frequentemente, em algumas culturas herbáceas.

## Descrição
Uma planta parasita é uma planta que que vive e se desenvolve em detrimento de outra planta, a planta hospedeira. Apenas se conhecem casos de fitoparasitismo em que a planta parasita é uma planta com flor, ou seja uma angiosperma, o mais diverso grupo de plantas. Presente entre as monocotiledóneas e dicotiledóneas, o fitoparasitismo implica uma regressão mais ou menos acentuada do aparato vegetativo, implicando nalguns casos a perda total da capacidade fotossintética, o desaparecimento das folhas e mesmo dos caules e modificações profunda no aparelho radicular.
O parasitismo pode ser total ou parcial. Nos casos em que o parasitismo é total, situação designada por holoparasitismo, a planta holoparasita satisfaz todos os seus requisitos nutricionais a expensas da planta hospedeiro, abandonando a fotossíntese e ficando por isso desprovida de clorofila. Nos casos em que o parasitismo é parcial, designado por hemiparasitismo, a planta hemiparasita satisfaz as suas necessidades em água e elementos minerais à custa do hospedeiro, mas retém a sua capacidade de fotossíntese.
Nalguns casos o fitoparasitismo evoluiu no sentido da especialização, ficando cada espécie de planta parasita limitada a uma única espécie de planta hospedeira (nalguns casos a um género ou família específicos). Contudo, em muitos casos a espécies parasitas apresentam uma capacidade generalista, parasitando múltiplas espécies, por vezes pertencendo a agrupamentos taxonómicos muito distintos.
Nem todas as plantas sem clorofila são necessariamente fitoparasitas, pois as espécies que praticam a micotrofia, um caso específico de parasitismo sobre fungos, e a saprotrofia, alimentando-se de matéria orgânica em decomposição, também são geralmente desprovidas de capacidade fotossintética.

### Classes de parasitismo
Dada a diversidade das situações, e os objectivos das diferentes classificações, as plantas parasitas podem ser agrupadas em diversos tipos, ou classe, tendo por base o seu grau de dependência em relação ao hospedeiro, o tecido ou órgão do hospedeiro onde o haustório se insere, o grau de especialização, e muitos outros atributos. Sendo diversos os critérios classificativos, a descrição de uma determinada planta parasita geralmente recorre a vários critérios pelo que as classes não são mutuamente exclusivas. Uma das formas mais comuns de classificação é a seguinte:
- Quanto ao grau de dependência reprodutiva:
  - Parasita obrigatória — uma planta parasita que não pode completar o seu ciclo de vida sem um hospedeiro adequado;
  - Parasita facultativa — um planta parasita que pode terminar o seu ciclo de vida independentemente de encontrar hospedeiro.
- Quanto ao grau de dependência trófica (alimentar) e de adaptação fisiológica medida pela perda de capacidade de fotossíntese:
  - Holoparasita — uma planta que é totalmente dependente para fins alimentares de outras plantas por não possuir qualquer clorofila (perde a coloração verde);
  - Hemiparasita — uma planta que apesar de parasita mantém alguma capacidade fotossintética (mantém a cor verde), obtendo a água e os nutrientes minerais da planta hospedeira, mas que, mesmo quando obtenha parte de seus nutrientes orgânicos a partir do hospedeiro, continua a fotossintetizar.
- Quanto à morfologia da inserção dos haustórios na planta hospedeira:
  - Parasitas de caules (ou «parasita caulinar») — planta parasita que se fixa ao tronco ou caule do hospedeiro;
  - Parasitas de raízes (ou «parasita radicular») — planta parasita que se fixa à raiz do hospedeiro.
- Quanto à estrutura anatomo-funcional da planta hospedeira de onde o haustório retira os nutrientes:
  - Parasitas do xilema — os nutrientes são retirados do xilema da planta parasitada através da inserção do haustório neste tecido;
  - Parasitas do floema — os nutrientes são retirados do floema da planta parasitada.

No caso das plantas hemiparasitas, cada um dos tipos de parasitismo atrás apontados pode ser aplicada à mesma espécie, por exemplo:
- Nuytsia floribunda é uma espécie hemiparasita obrigatória de raízes.
- Rhinanthus é um género hemiparasita facultativo de raízes.
- Viscum album é uma espécie hemiparasita obrigatória dos troncos.

No caso das plantas holoparasitas existem sempre dois termos necessários, por exemplo:
- Cuscuta europaea é uma espécie holoparasita do tronco.
- Hydnora spp. são holoparasitas de raízes.

Anteriormente acreditava-se que as plantas hemiparasitas eram necessariamente parasitas do xilema, enquanto as holoparasitas seriam parasitas do floema. Contudo os dois pares de conceitos não são inteiramente congruentes, pois há holoparasitas, como as espécies do género Lathraea, cujos haustórios de ligam somente ao xilema das suas plantas hospedeiras, enquanto alguns hemiparasitas, como o visco-branco, que para além do xilema também podem ter haustórios que penetram o floema. Para além disso, a fronteira entre hemiparasitas e holoparasitas não é tão claro quanto a definição sugere: por exemplo, a espécie Tozzia alpina nos seus primeiros estágios de desenvolvimento vive como um holoparasita subterrâneo, mas transforma-se numa planta verde após energir acima da superfície do solo e alimenta-se a partir de então como um hemiparasita.
Entre o grupo das plantas holoparasitas encontram-se as manifestações mais extremas de adaptação a este tipo de vida. As holoparasitas são completamente desprovidas de clorofila (pelo que não apresentam coloração verde), ficando por isso sem capacidade para realizar a fotossíntese. Por não realizar a fotossíntese não necessitam de folhas (que são os órgãos captadores de luz) nem dos caules que funcionam como suporte para a folhagem e perdem organelos como os tilacoides. Estas plantas obtêm os nutrientes e a água do floema e xilema da planta hospedeira. A maioria das plantas holoparasitas são parasitas das raízes, embora algumas espécies sejam parasitas de caules e troncos.
Alguns géneros da antiga ordem Rafflesiales são parasitas de caules e troncos, como Apodanthes, Pilostyles e Rafflesia, mas possivelmente foram inicialmente parasitas das raízes, evoluindo posteriormente para os troncos. Nesses casos observa-se que os únicos órgãos vegetativos que possuem são raízes modificadas (haustórios) que penetram no tecido do hospedeiro.
Algumas plantas parasitas são generalistas e parasitam diversas espécies de hospedeiros, incluso várias espécies em simultâneo. Estão nesta categorias os géneros Cuscuta e Cassytha e a espécie Odontites verna, todos parasitas generalistas. Outras plantas parasitas são especialistas, parasitando algumas uma única espécie, como é o caso de Epifagus virginiana, uma planta holoparasita que apenas ataca a raiz de Fagus grandifolia, e de várias espécies do género Rafflesia que são holoparasitas das lianas do género Tetrastigma.
O fitoparasitismo pode causar perdas económicas em diversas culturas, sendo particularmente significativo em silvicultura. Entre os casos mais relevantes contam-se as espécies dos géneros Orobanche e Cuscuta que causam perdas económicas significativas nas culturas de plantas herbáceas. Os vicos produzem danos económicos em florestas de produção e em árvores ornamentais.
Algumas plantas parasitas são cultivadas pelas suas flores atractivas, em especial espécies dos géneros Nutysia e Orobanche. Entre as plantas parasitas conta-se a espécie Rafflesia arnoldii, que produz as flores maiores do mundo com cerca de um metro de diâmetro e é uma atracção turística no seu habitat nativo.
Uma espécie parasita, a espécie Castilleja linariaefolia é a flor emblemática do estado de Wyoming, o mesmo ocorrendo com Phoradendron serotinum que é a flor emblema do estado de Oklahoma.
As plantas parasitas são importantes na investigação sobre a evolução, especialmente sobre a perda da capacidade de fotossíntese durante o percurso evolucionário. Algumas plantas parasitas são utilizadas como alimentos para humanos.
A espécie Nuytsia floribunda (da Austrália) danifica cabos enterrados ao tentar penetrar a camada de isolamento com os seus haustórios.

## Plantas parasitas de fungos
Cerca de 400 espécies de angiospermas e uma gimnosperma (Parasitaxus usta) são conhecidas por parasitarem micorrizas de fungos. As espécies vegetais que apresentam esse tipo de parasitismo são em geral consideradas como mico-heterótróficas e consideradas plantas micotróficas e não plantas parasitas. Entre as plantas micotróficas contam-se: Monotropa uniflora, Sarcodes sanguinea, a orquídea subterrânea Rhizanthella gardneri, Neottia nidus-avis  e Allotropa virgata.
As plantas mico-heterotróficas (MHP) emergiram a partir plantas com micorrizas em que a relação de mutualismo simbiótica se foi deslocando para o parasitismo. As plantas micotróficas passaram a retirar dos seus parceiros fúngicos não apenas sais minerais e água e nutrientes, mas também compostos orgânicos de carbono, dispensando assim a manutenção da fotossíntese. Por seu lado, os fungos micorrízicos associados às plantas mico-heterotróficas têm necessariamente de ser saprotróficos ou parasitas de outras plantas, para assim poderem adquirir os compostos orgânicos de que precisam e ainda aqueles que cedem à planta mico-heterotrófica que os preda. Em muitos casos (talvez a maioria) os fungos micorrízicos pertencem ao grupo que forma micorrizas arbusculares ou são fungos ectoparasitas das raízes das plantas.
Neste caso o parceiro simbiótica (geralmente árvores) é a fonte original dos compostos de carbono que são encaminhados pelo fungo para a planta mico-heterotrófica.
Mesmo entre as plantas mico-heterotróficas há diferentes gradações, indo desde aquelas que perderam completamente a clorofila e que são holoparasitas obrigatórios (holomicotrofos), grupo que inclui espécies como Monotropa hypopitys e Neottia nidus-avis, e aquelas que apenas perderam parcialmente a clorofila que são mico-heterotróficas parciais (PMHP ou mixotrofos), grupo que inclui espécies como Cephalanthera damasonium, Epipactis microphylla, Limodorum abortivum e Corallorhiza trifida.

## Plantas saprotróficas
As plantas que se alimentam por saprotrofia, absorvendo os nutrientes de que necessitam a partir de matéria orgânica em decomposição, são frequentemente confundidas com plantas parasitas ou micotróficas por serem desprovidas de clorofila. Contudo, apesar das semelhanças, o mecanismo trófico e a inserção ecológica da planta são diversos pelo que as plantas saprófitas não podem ser consideradas plantas parasitas.

## Ciclo de vida de uma plantas parasita (Viscum minimum)

Desenvolvimento de Viscum minimum sobre Euphorbia sp.
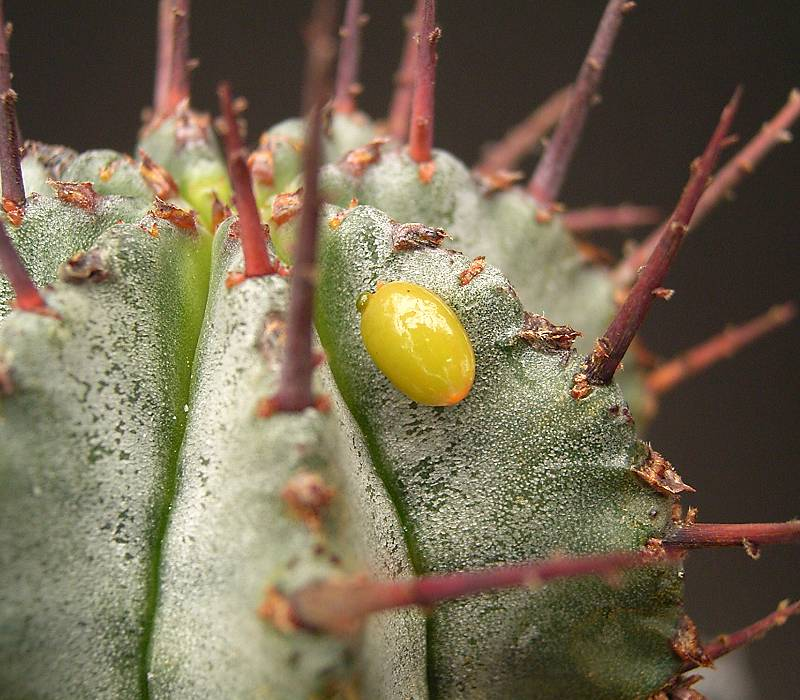
Após 1 dia sobre Euphorbia horrida.
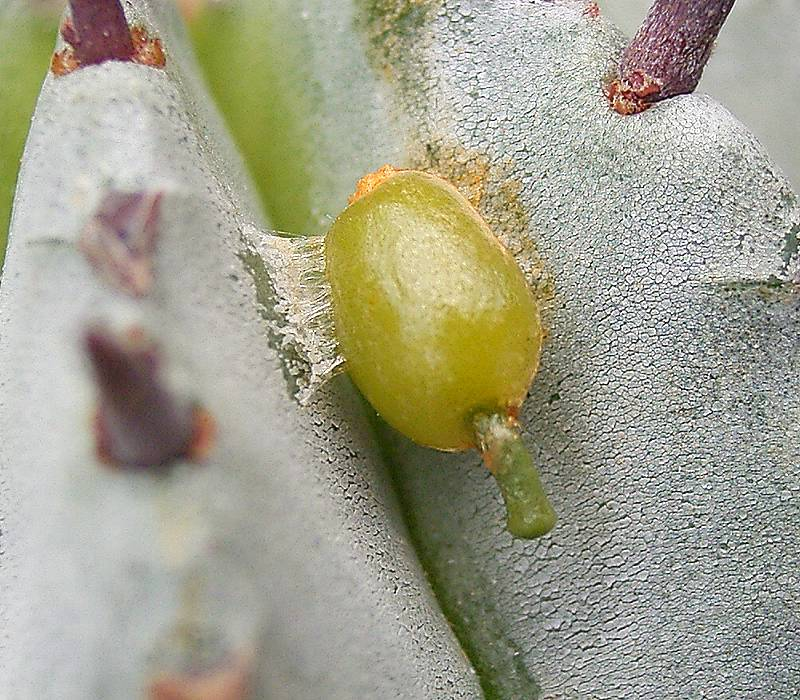
Após 10 dias.
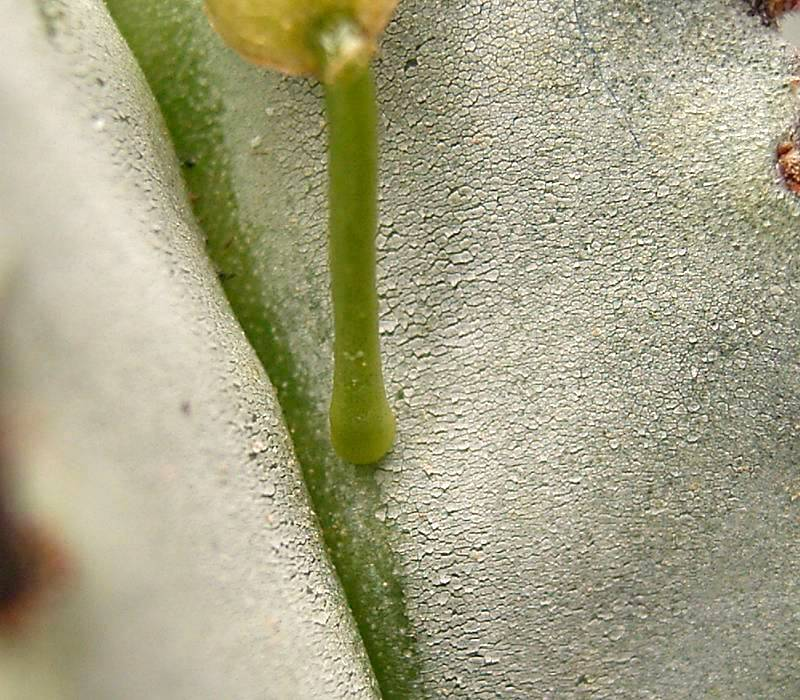
Após 23 dias.
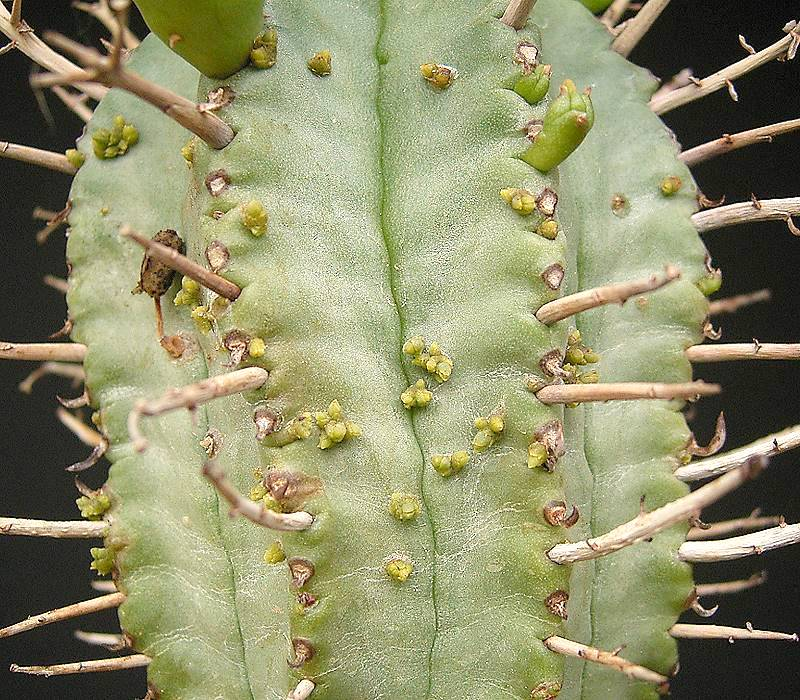
Plântulas de visco sobre Euphorbia pillansii.
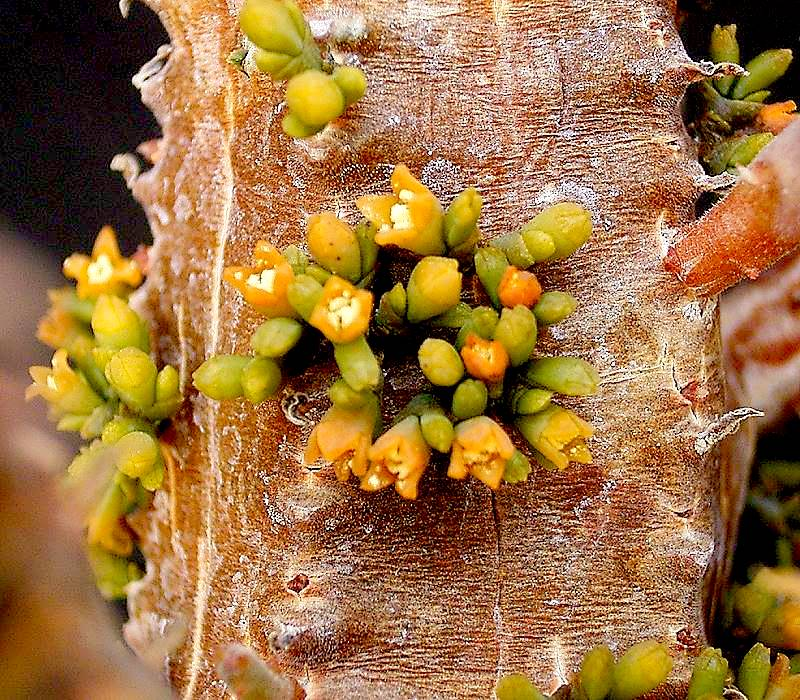
Floração sobre Euphorbia pillansii.
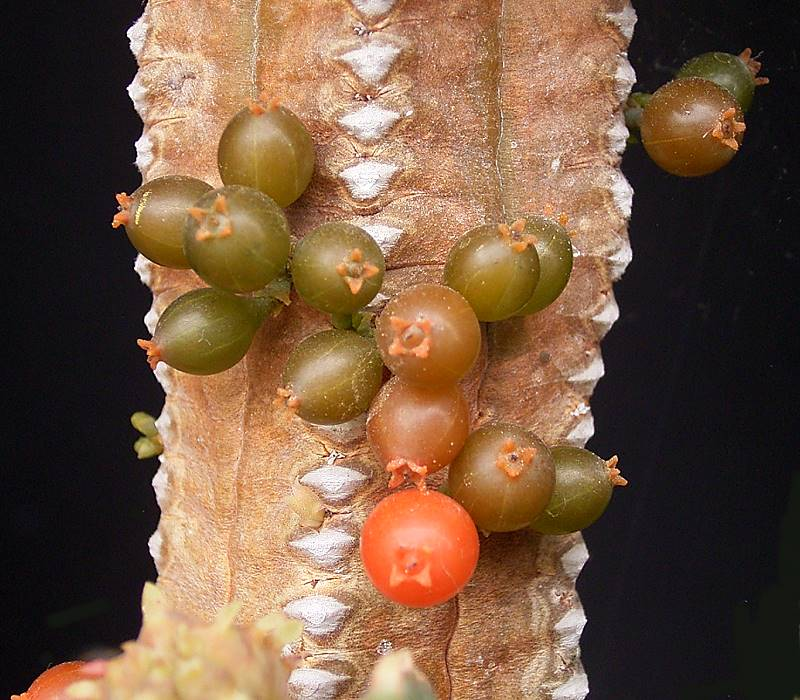
Desenvolvimento do fruto sobre Euphorbia pillansii.
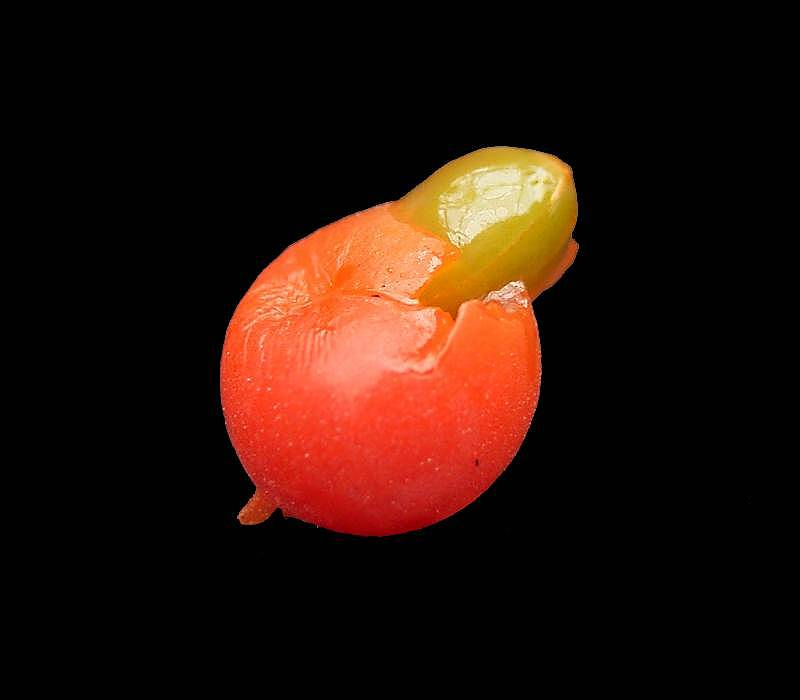
Abertura do fruto de Viscum minimum após maturação.